# Mega-Tschad
Als Mega-Tschad (auch Paläo-Tschad) bezeichnet man einen prähistorischen See im Tschadbecken in Zentralafrika. 

## Seen der grünen Sahara-Zeit
Der Mega-Tschad war der größte von vier großen Seen, die im feuchteren Zeitalter des Nigéro-Tchadien (10.000 bis 2.000 v. Chr.; Neolithisches Subpluvial) im zentralen Sahel entstanden. Die anderen drei waren der Nubische Paläo-See (ca. 1.000 km²), Darfur-Megasee (ca. 30.000 km²) und der Mega-Fezzan (ca. 150.000 km²).

## Klimageschichte
Vermutlich war der See mindestens zwei Mal in der Erdgeschichte gefüllt. Vor etwa 55.000 Jahren soll er eine Ausdehnung von 1,95 Millionen km² gehabt haben, was etwa dem Fünffachen des Kaspischen Meers, dem heute weltweit größten See, entsprechen würde. Danach trocknete er in den ariden Erdzeitaltern in Afrika komplett aus; hervorgerufen wurde dieses Austrocknen durch die Vergletscherung der nördlichen Erdhalbkugel. In dieser Zeit konnten die Dünenvorstöße bis zur heutigen 800 mm Isohyete-Linie nachgewiesen werden. Diese ariden klimatischen Bedingungen sollten bis vor 12.000 Jahren anhalten, die Klimabedingungen änderten sich zu einem Monsunklima und die humiden Zeitalter der grünen Sahara brachen an, so dass der See wieder entstehen konnte. Der Mega-Tschad hatte eine schwankende Wasserbedeckung. So erreichte er vor 11.500 Jahren eine Wassertiefe von 15 Metern, danach reduzierte er seine Größe, die dem heutigen Tschadsee entsprach. Vor 9.000 Jahren erreichte er eine Wassertiefe von 38 Metern. Seine größte Ausdehnung im Holozän erreichte der Mega-Tschad vor ca. 6000 Jahren. Er nahm zu dieser Zeit eine Fläche von etwa 360.000 km² ein, das einer mittleren Wassertiefe von 65 Metern entspricht. Im Rahmen der SRTM-Mission konnte die ursprüngliche Uferlinie bei etwa 325 m nachgewiesen werden, was einer maximalen Tiefe von etwa 170 m entspricht. Sein tiefster Punkt lag dabei in der heutigen Bodélé-Senke.

## Ausdehnung
Der See erstreckte sich zum Zeitpunkt seiner größten Ausdehnung vom Tibesti bis zum Ennedi-Massiv im Norden und im Süden bis in das heutige Kamerun und Nigeria. Dabei bedeckte er rund ein Drittel des heutigen Tschad. Seine Hauptzuflüsse waren der Schari, Logone, Komadugu Yobe, El Beid, Yedseram, Ngadda; Batha und die heute weitestgehend trockenen Enneris (Wadi), die dem See Wasser aus dem Tibesti und Ennedi zuführten.

## Schrumpfungsprozess
Durch regionale Klimaänderungen reduzierte sich die Intensität des westafrikanischen Monsuns. Dieses führte zu einer Abnahme der Wasserabgabe in den See und die Wasseroberfläche begann seit dem späten Mesolithikum (ca. 4000 v. Chr.) stetig abzunehmen. Vor etwa 4000 Jahren waren vom einstigen „Mega-See“ nur noch drei Reste übrig: Tschadsee, Fitri-See und Bodélé-See. Während der Tschad- und Fitri-See heute noch bestehen, ist der Bodélé-See mittlerweile ausgetrocknet.

## Geologische Hinweise

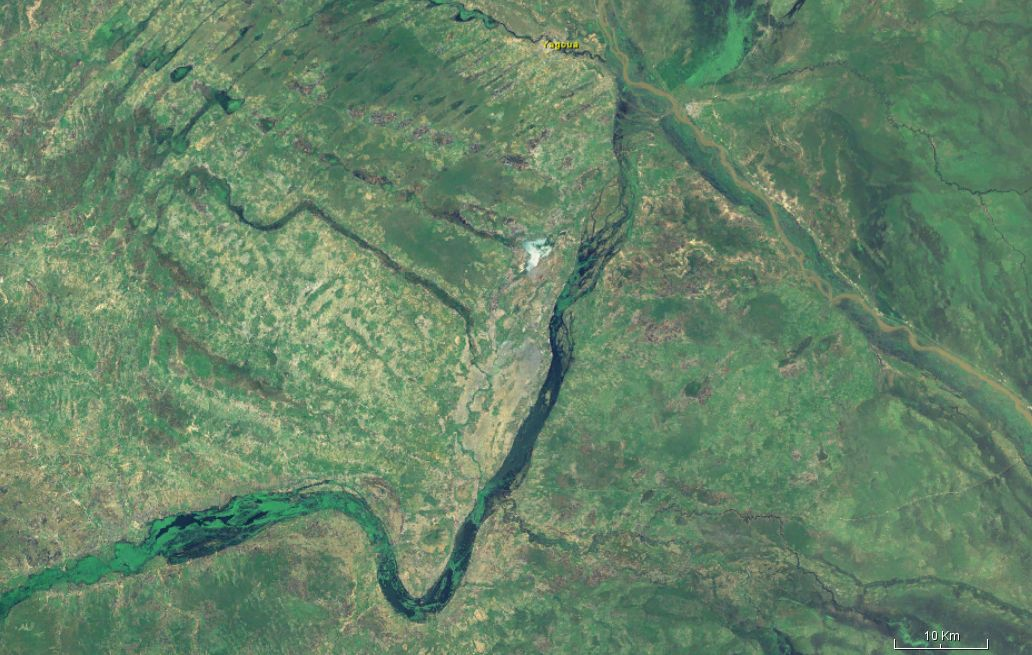
Der frühere Abfluss des Mega-Tschad. Der Logone von Südosten und die Verbindung zum Benue Richtung Südwesten.

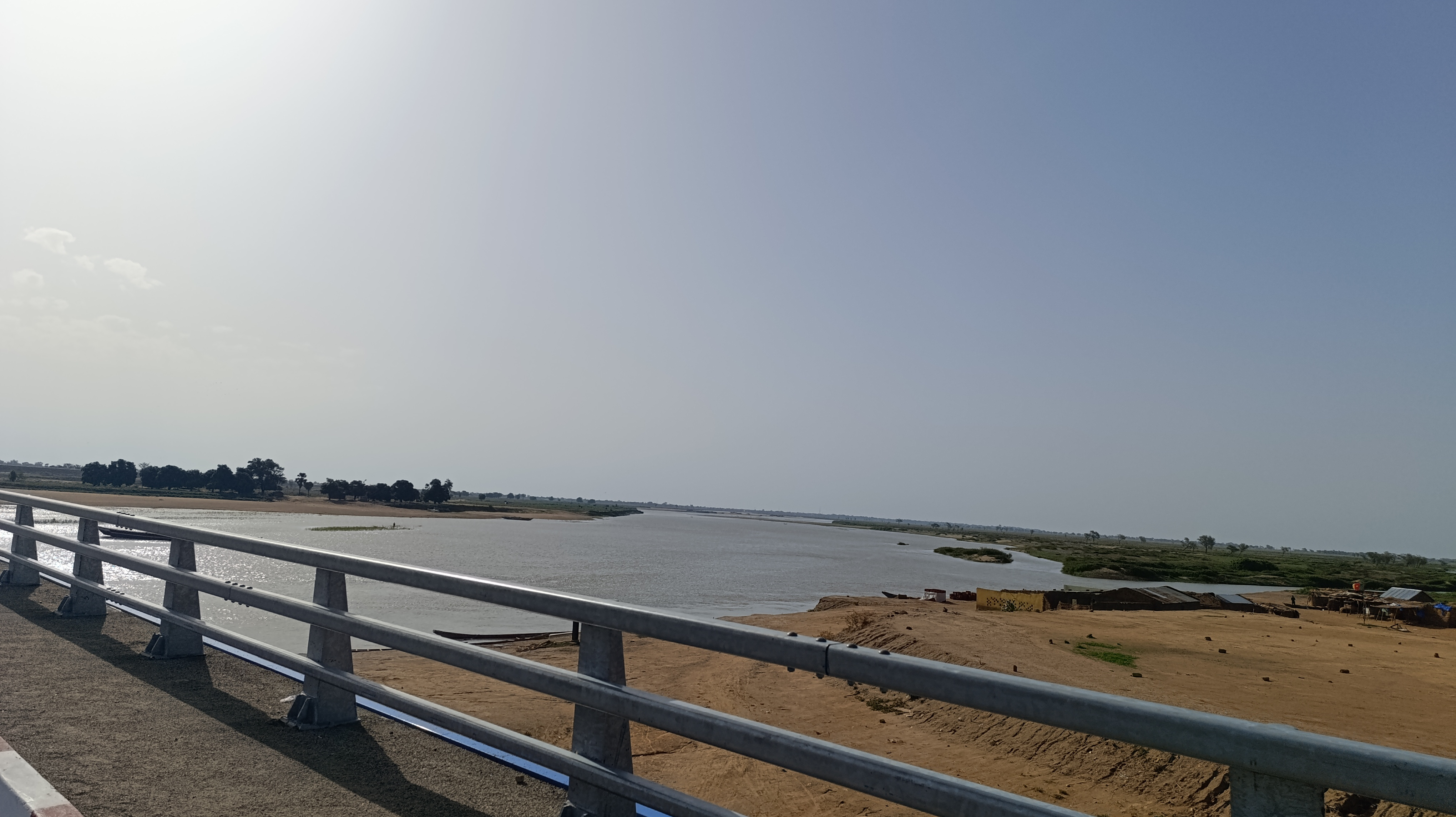
Die Brücke zwischen Bongor und Yagoua mit dem Blick nach Süden. Der rechte Rand entspricht in etwa der Stelle des ehemaligen Abflusses

Der See hinterließ recht deutlich sichtbare Spuren in der Landschaft, wie am Angamma-Kliff, am Talausgang der Dilia de Lagané im Niger, dem Bama Beach Ridge im Bundesstaat Borno in Nigeria. Auch lässt sich auf Satellitenaufnahmen der frühere Abfluss noch sehr gut erkennen. Er stellt noch heute eine Verbindung zwischen dem Schari und dem Niger-System dar. Der Logone speist bei Hochwasser nahe Bongor die nach Südwesten abzweigende Toupouri-Niederung mit Sümpfen, die teils in den Benue und teils in den Tschadsee entwässern. Der sich im ehemaligen Abfluss befindende Fianga-See erfährt dadurch durchschnittlich bis zu zwei Meter Höhenschwankungen im Jahresverlauf.

## Quelle
Marc J. Leblanc, Christian Leduc, Frank Stagnitti, Peter J. van Oevelen, Chris Jones, Linus A. Mofor, Moumtaz Razack, Guillaume Favreau: Evidence for Megalake Chad, north-central Africa, during the late Quaternary from satellite data (2,6 MB, PDF-Datei)